# التاريخ الوراثي لإيطاليا
التاريخ الوراثي لإيطاليا أو التاريخ الجيني لإيطاليا متأثر بشدة بالجغرافيا والتاريخ. معظم أسلاف الإيطاليين هم من متحدثي اللغات الهندوأوروبية (مثل الشعوب الإيطاليقية كاللاتينيين، والأمبريين، والسامنيتيين، والأسكانيين، والسيكوليين، وقدماء الفينيتو، بالإضافة إلى الكلت في الشمال والأبوليين والإغريق في الجنوب) ومن متحدثي لغات ما قبل الهندوأوروبية (الإتروريين والرايتانيين في البر الرئيسي لإيطاليا، والسيكانيين والإيليميين في صقلية، وشعب النوراجيين في سردينيا). خلال الفترة الإمبراطورية لروما القديمة، كانت مدينة روما تحتضن أيضًا العديد من الشعوب ذوي أصول من مناطق متنوعة في حوض البحر المتوسط، كجنوب أوروبا، وشمال أفريقيا، والشرق الأوسط، بحثًا عن فرص أفضل أو كعبيد، ولكنهم لم يتركوا أثرًا جينيًّا بارزًا أو باقيًا في القرون اللاحقة بعد انحدار روما وسقوطها.
بناءً على تحليل الحمض النووي (الدنا)، هناك أدلة على بنية فرعية وراثية قديمة مناطقية واستمرارية ضمن إيطاليا المعاصرة تعود للحقبة ما قبل الرومانية والحقبة الرومانية الأولى. يظهر تحليل الحمض النووي أيضًا أن الاستعمار الإغريقي كان له أثر بارز باقٍ على المشهد الوراثي المحلي لجنوب إيطاليا وصقلية (ماجنا غراسيا)، إذ يمتلك المعاصرون من تلك المنطقة خليطًا إغريقيًا بارزًا في جيناتهم. وجد بشكل عام أن العينات اللاتينية من لاتيوم في العصر الحديدي وبداية الحقبة الجمهورية الرومانية أقرب ما تكون للإيطاليين الشماليين وإيطاليي الوسط المعاصرين (أربعة من أصل ستة كان أقرب للإيطاليين الشماليين وإيطاليي الوسط، والنسبة الباقية كانت أقرب لإيطاليي الجنوب). بشكل عام، وجد أن الاختلاف الوراثي بين اللاتينيين والإتروريين ومن سبقهم من البروتو-فيلانوفيين في إيطاليا مهمل. في عام 2019، وجد تحليل الدنا-أ للمستحاثات الرومانية بعض المساهمة الوراثية من الأسلاف الأوروبيين الشماليين لسكان القرون الوسطى لمدينة روما، من مصادر ربما تتعلق باللومبارديين والقوط الغربيين. يشير تحليل عام 2020 للمجموعات الأحادية من جهة الأم من العينات القديمة والمعاصرة إلى تشابه جيني بارز واستمرارية بين السكان المعاصرين لأمبريا في وسط إيطاليا والسكان القدماء للمنطقة المنتمية إلى الثقافة الأمبرية الناطقة بالإيطاليقي.
أكدت عدة دراسات للحمض النووي على أن التنوع الجيني في إيطاليا متنوع السمات من شرق المتوسط إلى غربه، باستثناء السردينيين الغرباء جينيًا في إيطاليا وأوروبا نتيجة أصولهم النيوليثية (من العصر الحجري الحديث)، وما قبل الهندوأوروبية والنوراجية غير الإيطاليقية. وجد أن السكان الإيطاليين بمعظمهم يأتون من نفس المكونات العرقية، ولكن بنسب مختلفة، تتعلق بالهجرات إلى أوروبا في العصر الحجري الأوسط والحجري الحديث والعصر البرونزي، ما يعكس تاريخ أوروبا وحوض المتوسط الأوسع. يشابه الإيطاليون بقية الأوروبيين الجنوبيين من حيث نسب خليطهم الجيني، وهو بشكل رئيسي آتٍ من أسلاف الأوروبيين الأوائل المزارعين في العصر الحجري، بالإضافة إلى كميات أقل، ولكن معتد بها مع ذلك، من الصيادين الجامعين الغربيين في العصر الحجري الأوسط، ورعاة السهول الغربيين في العصر البرونزي (ناطقون بالهندوأوروبية)، وأسلاف مرتبطين بالإيرانيين/القوقازيين من العصر البرونزي أو النحاسي. الصقليون والإيطاليون الجنوبيون أقرب ما يكون للإغريق (وتشهد على هذه الحقيقة منطقة ماجنا غراسيا «بلاد الإغريق الكبرى» أو «اليونان الكبرى»)، في حين أن الإيطاليين الشماليين هم أقرب إلى الإسبان والفرنسيين الجنوبيين. هناك أيضًا القليل من الخليط شرق الأوسطي وشمال الأفريقي من العصرين البرونزي والحديدي في جنوب إيطاليا وسردينيا، ونسبه الأكبر في صقلية.
الفجوة الجينية بين الإيطاليين الشمالين والجنوبيين يملؤها التجمع في وسط إيطاليا، ما يخلق تدرجًا مستمرًا من التنوع يعكس التضاريس الجغرافية. المسافة الوراثية بين الإيطاليين الشماليين والجنوبيين، رغم كونها كبيرة على جنسية أوروبية واحدة، فإنها تساوي تقريبًا المسافة بين الألمان الشماليين والجنوبيين. كشفت دراسة تناولت الجوانب اللغوية في بعض المجتمعات المعزولة المقيمة في إيطاليا أن تنوعهم الوراثي أكبر من ذلك الملاحظ في القارة الأوروبية كاملة على مسافات قصيرة (0-200 كم) ومتوسطة (700-800 كم)، وتشكل معظم القيم الكبيرة للمسافات الجينية الملاحظة في كل النطاقات الجغرافية. بالتأكيد، فقد بدأ الإيطاليون الشماليون والجنوبيون بالافتراق منذ أواخر العصر الجليدي، وبالتالي يبدو أنهم يحتوون على مستوى ميكرو-جغرافي تدرج التنوع الوراثي الملاحظ على امتداد أوروبا. الاستثناءات الوحيدة هي بعض الأقليات (معظمها من الأقليات السلوفينية من منطقة فريولي فينيتسيا جوليا) التي تجمع إلى الناطقين باللغة السلافية من سكان أوروبا الوسطى من سلوفينيا، بالإضافة إلى السردينيين، الذين يبدو أنهم مختلفون بشكل واضح عن سكان كل من يابسة إيطاليا الرئيسية وصقلية.

## سكان إيطاليا التاريخيون
ظهر الإنسان المعاصر خلال العصر الحجري القديم العلوي. اكتشفت عينات مأخوذة من العصر الأورينياسي في كهف فومان وتعود إلى ما قبل 34,000 سنة. أهلت سردينيا لأول مرة بالبشر من البرانس خلال الفترة المجدلينية.
خلال العصر الحجري الحديث، بدأت الزراعة على يد شعوب من الشرق وبنيت أولى القرى، وأصبحت الأسلحة أكثر تطورًا وأنتجت أولى الأغراض من الطين. في أواخر حقبة العصر الحجري الحديث انتشر استخدام النحاس وبنيت القرى فوق أكوام قرب البحيرات. في سردينيا وصقلية وجزء من البر الرئيسي لإيطاليا انتشرت ثقافة القدور الجرسية من غرب ووسط أوروبا.
خلال أواخر العصر البرونزي، ظهرت حضارة أورنفيلد الفيلانوفية البدائية في وسط إيطاليا وشمالها، واتصفت بشعائر حرق الجثث النمطية الآتية من وسط أوروبا، وانتشار استخدام الحديد. في سردينيا، ازدهرت الحضارة النوراجية.
مع بزوغ فجر العصر الحديدي، كانت أجزاء كبيرة من إيطالية آهلة بالقبائل الإيطاليقية كاللاتينيين، والسابيين، والسامنيت، والأمبريين؛ كانت المناطق الشمالية الغربية ومناطق جبال الألب آهلةً بشكل رئيسي بالمتحدثين باللغات ما قبل الهندوأوروبية كالإتريين، والليغوريين، والكاموني، والراتيانيين؛ في حين سكنت قبائل من الأبوليين (إيابيجيانيين) -يحتمل أن أصولها من إيليريا- في أبوليا.
منذ القرن الثامن قبل الميلاد، سكن المستعمرون الإغريق في السواحل الإيطالية الجنوبية وأسسوا مدنًا، مؤسسين لما دعي لاحقًا ماجنا غراسيا. في نفس الوقت تقريبًا، استقر المستعمرون الفينيقيون بشكل رئيسي في الجانب الغربي من صقلية. خلال تلك الفترة نفسها تطورت الحضارة الإترية على ساحل توسكانا الجنوبية ولاتيوم الشمالية. في القرن الرابع قبل الميلاد، استقر الغاليون في شمال إيطاليا وأجزاء من وسطها. مع سقوط الإمبراطورية الرومانية الغربية، احتلت شعوب مختلفة من أصول جرمانية إيطاليا، أهمها اللومبارديون، وتبعهم النورمان في صقلية بعد ذلك بخمسة قرون.

## التنوع الوراثي للدنا-Y
ينتمي العديد من الإيطاليين، وخاصة في شمال إيطاليا وأجزاء من وسط إيطاليا، إلى مجموعة آر1بي الفردانية (هابلوغروب آر1بي)، وهي شائعة في أوروبا الغربية والوسطى. أكبر انتشار لمجموعة آر1بي موجودة في غارفانيانا (76.2%) في توسكانا وفي أودية بيرغامو (80.8%) في لومباردي، في المناطق الشمالية. تنخفض هذه النسبة المئوية في جنوب إيطاليا في كالابريا (26.5%). من جهة أخرى، معظم السردينيين ينتمون إلى المجموعة الفردانية الأوروبية من العصر الحجري الأوسط آي2إيه1إيه.
وجدت دراسة أجرتها جامعة القلب المقدس الكاثوليكية أنه في حين أن الاستعمار الإغريقي لم يترك إسهامات جينية بارزة كثيرة، فإن تحليل عينات 12 موقعًا في شبه الجزيرة الإيطالية تدعم نموذج انتشار عشائري ذكري وخليط من العصر الحجري الحديث مع مكونات من العصر الحجري المتوسط. دعمت النتائج فكرة توزع التنوع الجيني على امتداد محور شمالي-جنوبي وفكرة الانتشار العشائري. تتوافق العينات المأخوذة من جنوب إيطاليا مع مجموعة العينات المأخوذة من جنوب شرق أوروبا وجنوب وسطها، أما المجموعات الشمالية فتنسب إلى مجموعات أوروبا الغربية.
أظهرت دراسة عام 2004 لسيمينو وزملائه أن الإيطاليين من المناطق الشمالية الوسطى كانت لديهم نسبة تقدر بنحو 26.9% من جيه2؛ والأبوليون، الكالابريانيون، والصقليون 31.4%، 24.6%، 23.8% جيه2 على التوالي؛ أما السردينيون فلديهم 12.5% جيه2.
هناك دراسة وراثية عام 2018، تركز على الصبغي Y وسلالات المجموعات الفردانية، وتنوعها وتوزيعها، عن طريق دراسة 817 عينة ممثلة، تنسب الفضل إلى التقسيم التقليدي للسكان شمال-جنوب، باستنتاج أنه بسبب الهجرات في العصر الحجري الحديث فإن الإيطاليين الجنوبيين يظهرون «شبهًا أكبر بالشرق أوسطيين وشعوب جنوب البلقان من الشماليين؛ وبالعكس، فإن العينات الشمالية أقرب جينيًا إلى أوروبا الشمالية الغربية ومجموعات شمال البلقان». الموقع المتوسط لفولتيرا في وسط توسكانا علامة لبنيتها الوراثية المميزة المرتبطة بالصبغي Y. تبقي الدراسة الباب مفتوحًا أيضًا للجدل الدائر حول أصول الإتريين: قد يثبت وجود جيه2إيه-إم67* فرضية هيرودوت عن هجرة من البحر لشعب مرتبط بالأناطوليين؛ في حين أن وجود جي2إيه-إل497 الدالة على السلالة الأوروبية الوسطى بتواتر معتد به يدعم أكثر فكرة انحدار الإتريين من أوروبا الوسطى؛ وأخيرًا، قد يعني وجود نسب مرتفعة من سلالات آر1بي الأوروبية، وخاصة من المجموعة الفردانية آر1بي-يو152 فكرة وجود أصل أصيل في المنطقة بسبب عملية تشكل الحضارة الإنرية من الثقافة الفيلانوفية السابقة لها، تبعًا لنظريات ديونيسيوس الهاليكارناسي.